# Когда свадьба?
«Когда свадьба?» (фр. Quand te maries-tu?, таит. Nafea faa ipoipo?) — картина Поля Гогена, написанная художником на Таити в 1892 году. В течение полувека принадлежала семейству Рудольфа Штехлина, экспонировалась в Художественном музее Базеля. В 2015 году картина была продана музейному ведомству Катара за рекордные 300 млн долларов, что стало одной из самых высоких цен, когда-либо заплаченных за произведение искусства.

## История создания
Гоген прибыл на Таити в 1891 году в надежде найти «Эдемский сад», не тронутый цивилизацией, где можно было бы обратиться к основам первобытного искусства. Реальность разочаровала, однако Гоген обратился к изображению ярких красок тропической природы, а также туземных натурщиц, не скованных христианской моралью. Картина «Когда свадьба?» была написана в 1892 году, когда Гоген взял себе таитянскую жену — Техааману (в книге «Ноа Ноа» он называл её Техурой) — тогда ей было 13 лет. Традиционная свадьба была организована роднёй Техааманы, для которой брак с белым был большой честью. Техаамана была моделью множества полотен Гогена его первого таитянского периода. Историк искусства Нэнси Моул Мэтьюз писала, что Гоген «изображал туземцев [Таити] живыми только для того, чтобы петь и заниматься любовью. Именно так он получал деньги от своих друзей и поднимал интерес публики к своему приключению. Но, конечно, он знал правда заключалась в том, что Таити был ничем не примечательным островом с международным, прозападным сообществом». Эти картины таитян были встречены с относительным безразличием, когда Гоген вернулся во Францию, его выставка у Дюран-Рюэля 1893 года имела лишь ограниченный успех, принеся несколько положительных отзывов, но не продаж. Гоген выставил картину на продажу по цене 1500 франков, но покупателей не нашлось.
В 2017 году в эпизоде «Подделка или удача?» был обнаружен и подтвержден карандашный набросок центральной фигуры картины.

## Описание картины
На переднем и среднем плане много внимания уделяется земле, выполненной в интенсивных зелёном, жёлтом и синем цветах. Задний план занимает тропический ландшафт с мелкими фигурками для масштаба, выполненный в том же цветовом сочетании, причём небо дано в жёлтом цвете. Две женские фигуры изображены одновременно на переднем и среднем плане. Женская фигура, ближайшая к зрителю, одета в таитянский наряд — открытую блузку и яркое парео, поза её очень прихотлива. Ричард Филд предполагает, что белый цветок тиаре за её левым ухом указывает на то, что она ищет мужа. Женщина позади неё одета в более строгое платье по моде, насаждаемой христианскими миссионерами, с воротником. Н. Маурер сравнивала её жест с буддийской мудрой, возможно, несущей угрозу или предупреждение. Черты лиц нарочито стилизованы, но у женщины в строгом платье больше индивидуальных черт, её лицо помещено в оптический центр холста. Цвет её платья — оранжево-розовый — отличается от всех других объектов на картине.